# Federació Catalana de Coloms Esportius
La Federació Catalana de coloms Esportius és l'organisme rector de la pràctica del coloms esportius a Catalunya. Forma part de la Unió de Federacions Esportives de Catalunya.

## Història
A Catalunya la columbicultura o els coloms esportius tal com es coneix actualment, la van introduir cap als anys vint, persones vingudes de les terres de Múrcia i València que ja el practicaven als seus lloc d'origen. Els representants de les societats columbicultores que en aquella època existien a Catalunya, entre elles les dels barris de Gràcia, Poble Sec, Sants, Barceloneta, etc. van formar la Federación Catalana de Sociedades Colombicultoras de palomas buchonas.
Segons la documentació oficial més antiga que es conserva, la Federació Catalana data de l'any 1933, però ja funcionava com a tal, alguns anys abans. El 1933 es va constituir el comitè mixt per ordre del Govern Civil de Barcelona, que va servir per aglutinar les aficions dels coloms esportius i butxons i la dels coloms missatgers.
El seu primer president va ser José León González però poc després, l'activitat va quedar aturada per la Guerra Civil, i quan el conflicte bèl·lic va acabar els aficionats als coloms van començar a posar en marxa les activitats a clubs i societats com el Centre, al barri del Raval, o La Balsa a Badalona. Va ser el primer president de la Federación Regional Catalana de Colombicultura, adscrita a la Confederación Española de Sociedades Colombicultoras, que el 29 de novembre de 1944 es va convertir en la Federación Española de Colombicultura, legalment reconeguda per la Delegación Nacional de Deportes, Matías de Vilana, un home de formació militar. Arribada la democràcia, la Federació Catalana va adquirir entitat jurídica pròpia a partir dels anys vuitanta, amb el nom de Federació Catalana de Coloms Esportius i els seus responsables van promoure una sèrie de fets encaminats al foment de l'esport, fins a aconseguir que la Generalitat de Catalunya aprovés el 1989 una resolució i un reglament de protecció dels coloms. El 1990, amb motiu del 3r Trofeu Generalitat de Catalunya, la federació va escollir la població del Pla del Penedès com a seu dels campionats oficials perquè reunia totes les condicions i qualitats que llavors eren prioritàries per a l'entitat. El 1991, es va disputar a Cabrils el Campionat Internacional de Coloms Esportius, Copa Su Majestad El Rey, la competició més important d'aquest esport que fins a aquell moment s'havia disputat a Catalunya. I deu anys després, el 2001 al Pla del Penedès, es va tornar a disputar un Campionat Internacional amb el nom de Campeonato de España de Palomos Deportivos, Copa Su Majestad El Rey, Open de Columbicultura, on van participar coloms vinguts de totes les Federacions territorials i algunes d'estrangeres com Cuba i l'Argentina. A partir d'aleshores, la federació ha organitzat diversos campionats d'àmbit estatal i internacional, al marge de les competicions d'àmbit català, i es va designar la població de Subirats per ubicar el primer Camp de Vol oficial, que es va estrenar el 2008.

## Presidents

### José León González (1933-1936)
Tinent de la Guàrdia Civil era el president de la Federación Catalana de Sociedades de Palomas Buchonas el 1933, i aquell any també va ser el primer president del Comitè Mix creat per ordre del Govern Civil de Barcelona. Esportius.

### Matías de Vilana Colom (1940-1947)
De formació militar, va ser el president de la Federación Regional Catalana de Colombicultura, creada el 1944, fins al 1947.

### Ramón Andrés Sancho (1947-1948)
Durant els anys 30 havia practicat el ciclisme amb l'Agrupació Ciclista Montjuïc, va ser nomenat president de la federació el mes d'abril de 1947 i es va mantenir en el càrrec fins a finals de 1948. En deixar la presidència es va convertir en vicepresident de la junta encapçalada pel seu successor, Agustín Albarrán, càrrec que va ocupar fins al mes d'octubre de 1950.

### Agustín Albarrán Cordero (1949-1951, 1957-1962 i 1963-1969)
Comandant d'infanteria de l'exèrcit espanyol, va ser president de la federació en tres etapes. Era membre de la Societat la Rambla de Barcelona, de la qual va ser nomenat president d'honor al final de la seva primera etapa presidencial. Després, en la segona etapa, també va ser nomenat vocal de la Federació Espanyola a finals de 1961.

### José Giner Gozálbez (1951-1957)
Va ser nomenat president de la federació a finals del 1951 i va mantenir el càrrec fins al 1957. Durant la seva presidència, el nombre de societats i columbicultors va créixer espectacularment i va impulsar la celebració de la primera Assemblea Regional Catalana de Coloms Esportius, els dies 2 i 3 de novembre de 1957, al Saló de Cent de l'Ajuntament de Barcelona.

### Francesc Ramon Bernabeu (1962-1963)
Conegut columbicultor barceloní, va ser el president de la federació una curta etapa en què també va formar part de la Junta Directiva de la Federació Espanyola.

### Antonio Alcazar Martínez (1969-1974)
Va entrar a la federació quan la presidia Agustín Albarrán, va ser president del Comitè de Competició i posteriorment president. Al principi de la seva presidència, el mes de març de 1969, la federació va inaugurar la Llar del Columbicultor.

### Guillermo Aznar Teixidó(1975-1977)
Va ser nomenat president el 21 de gener de 1975 quan la federació tenia unes 3.000 llicències, i va prendre possessió del càrrec el 5 de març del 1975 al saló d'actes de la Delegació Nacional d'Esports.

### José García Mateos (1977-1989)
Va competir activament per la Societat de Castelldefels, la de Sant Joan Despí i la de les Fonts de Sant Quirze del Vallès. Durant la seva presidència, la federació va adaptar els seus estatuts a la legalitat vigent per adquirir entitat jurídica pròpia, i va promoure una sèrie d'activitats encaminades al foment d'aquest esport fins que el 1989 va aconseguir que la Generalitat de Catalunya aprovés una resolució i un reglament de protecció dels coloms.

### Tomàs Prats Prats (1989-1996)
Al marge de ser un gran columbicultor, propietari de molts coloms campions en importants competicions. Durant els seus set anys de mandat va donar un important impuls a les competicions organitzades per la federació com el Campionat Internacional de Coloms Esportius que es va disputar el 1991 a Cabrils, un dels clubs amb què va estar relacionat juntament amb el de les Fonts de Sant Quirze del Vallès i el Santa Maria de Montcada i Reixach, i també va posar en marxa amb gran èxit el primer Campament Nacional Juvenil.

### Dionisio Gómez Sánchez (1996-1997)
Va competir pel Club les Fonts de Sant Quirze del Vallès, on va aconseguir molt bons resultats en campionats amb el Net un dels seus millors coloms. Es va fer càrrec de la presidència de la federació el 1996, després de la dimissió de Tomàs Prats, però només va romandre un any en el càrrec.

### Francisco Julian Masa Buendía (1997-2016)
Es va federar l'any 1978 en el Club Santa Maria de Cornellà, el qual va presidir a partir de 1980, i entre 1982 i 1990 va pertànyer a la Societat Sant Joan Despí. Va entrar el 1993 a la Federació Catalana com a delegat de juvenils, quan el president era Tomàs Prats. Va ser elegit president de la federació l'1 de desembre de 1997 i posteriorment va ser reelegit en el càrrec tres vegades més, els anys 2001, 2005 i 2009. Durant la seva presidència, la Federació Catalana ha organitzat nombroses competicions d'àmbit català com els Campionats de Catalunya, el Trofeu de la Generalitat de Catalunya, la Copa President de la Federació Catalana, els Campionats de Catalunya de Coloms de Raça i els Campionats Juvenils de Catalunya. Però també d'altres d'àmbit internacional o estatal com el 50è Campionat d'Espanya-Copa de Sa Majestat el Rei Open de Colombicultura, que va tenir lloc de maig a juny de 2001 al Pla del Penedès i hi van participar coloms vinguts de totes les federacions territorials i algunes d'estrangeres, el Campionat d'Espanya de les Comunitats Autònomes (el Pla del Penedès, març a abril de 2004) o el Campionat del 75è Aniversari de la Federació Catalana de Coloms Esportius (Subirats, maig de 2008). Des de principis dels anys noranta també és membre de la Junta Directiva de la Federació Espanyola i membre de la seva comissió-delegada.

### Juan Lozano Camacho (2016-)
La seva afició pel món dels Coloms li ve des dels 24 anys a través de l'avi de la seva dona. Deu anys més tard va ser nomenat president del Club d'Esplugues, càrrec que continua mantenint avui dia, trenta set anys després, i que compagina amb les seves responsabilitats com a president de la Federació Catalana de Coloms Esportius.